# Nowa Rossocha
Nowa [pronunciación en polaco: /ˈnɔva rɔsˈsɔxa/] es una aldea ubicada en el distrito administrativo de Gmina Rawa Mazowiecka, dentro del condado de Rawa, Voivodato de Łódź, en el centro de Polonia. Se encuentra a unos 8 kilómetros al norte de Rawa Mazowiecka y a 54 kilómetros al este de la capital regional Łódź.